# Forces aériennes et défense aérienne ouzbèke
Les forces aériennes et de défense aérienne (en ouzbek : Havo hujumidan mudofaa qo`shinlari va Harbiy havo kuchlari) sont la branche aérienne des forces armées de la république d'Ouzbékistan. Elles ont été formées en 1992, à la suite de l'effondrement de l'Union soviétique. Les forces aériennes se composent de 10 000 à 15 000 personnes au début des années 2000, la plupart d'entre eux étant des russes à partir de 1995. En 2023, elle emploie environ 7500 personnes et dispose de 24 avions de combat opérationnel.

## Histoire
Durant la guerre civile du Tadjikistan, en 1992, le gouvernement du Tadjikistan a été soutenu par l'Ouzbékistan. Des hélicoptères des forces aériennes ont combattu les rebelles musulmans dans une base de l'opposition tadjike unie. Plus tard, la force aérienne ouzbèke affirme avoir détruit les derniers bastions rebelles dans l'est du Tadjikistan. Un membre du ministère de la Défense ouzbek a été fait ministre de la Défense tadjik.
En mars 1994, la fédération de Russie a signé un traité avec l'Ouzbékistan sur la formation de ses pilotes. Les forces aériennes ouzbèkes ont été assistées par la force aérienne russe, bien qu'une académie de l'air ait été créée pour former les Ouzbeks.
Grâce à un accord avec la communauté des États indépendants, la Russie a permis de maintenir en état les aéronefs de la force aérienne ouzbèke, et leur a vendu plusieurs avions à des prix nettement inférieurs que les offres des autres fournisseurs potentiels, tels que les États-Unis. Lors de l'opération Enduring Freedom, le gouvernement des États-Unis et l'OTAN ont engagé une société de réparation aéronautique afin de remettre en état de nombreux aéronefs des forces aériennes. La Russie a tenté de compromettre les efforts américains, en particulier lors d'une conférence de 2002 à Tachkent, où les membres de diverses compagnies d'aviation étaient présents. La base aérienne de Karchi-Khanabad a été utilisée par les États-Unis entre fin 2001 et novembre 2005, période durant laquelle ils l'ont modernisée.
Une flotte aérienne importante a été héritée de l'Union soviétique, mais le manque d'investissement financier et humain a considérablement réduit l'inventaire actif. Les lacunes en matière de logistique et de maintenance entravent la disponibilité des avions et beaucoup d'avions de combat ont du être mis en réserve. En 2013, un contrat est signé avec Airbus Hélicoptères pour l'achat de 12 hélicoptères dont 6 AS532s et 6 AS550s, il semblerait qu'en 2018 une autre commande a été passée mais aucune déclaration officielle n'a confirmé cette information. En 2018, le pays a également signé un contrat avec la Russie pour la fourniture de 12 Mi-35 qui est la version modernisée du Mi-24.
L'Ouzbékistan devrait recevoir dans les prochains jours des livraisons de drones de combat Anka en provenance de Turquie, selon des informations locales publiées le 30 janvier 2025.

## Équipement
Ci-dessous la liste des aéronefs et armements de l'armée de l'air Ouzbek en 2000 et 2023. 
Une très grande partie des avions de combat ci-dessous dont la totalité des Su-27 sont stockés inactifs sur la base aérienne de Karchi-Khanabad.
| Aéronefs                            | Origine                             | Type                                       | Quantité en 2000                    | En service en 2023                  | En stock en 2023                    | Versions                                         |
| Avion de chasse et d'attaque au sol | Avion de chasse et d'attaque au sol | Avion de chasse et d'attaque au sol        | Avion de chasse et d'attaque au sol | Avion de chasse et d'attaque au sol | Avion de chasse et d'attaque au sol | Avion de chasse et d'attaque au sol              |
| ----------------------------------- | ----------------------------------- | ------------------------------------------ | ----------------------------------- | ----------------------------------- | ----------------------------------- | ------------------------------------------------ |
| Mikoyan-Gourevitch MiG-29           | Union soviétique                    | Avion multirôle                            | 30 (30 en stock)                    | 12                                  | 18                                  | MiG-29A MiG-29UB                                 |
| Soukhoï Su-24                       | Union soviétique                    | Bombardier                                 | 20                                  | 0                                   | 15                                  | Su-24M                                           |
| Soukhoï Su-25                       | Union soviétique                    | Avion d'attaque au sol                     | 20                                  | 12                                  | 0                                   | Su-25 SU-25BM                                    |
| Soukhoï Su-27                       | Union soviétique                    | Avion de chasse et de supériorité aérienne | 30                                  | 0                                   | 26                                  | Su-27 SU-27UB                                    |
| Avion-école                         |                                     |                                            |                                     |                                     |                                     |                                                  |
| Aero L-39 Albatros                  | Tchéquie                            | Avion d'entraînement                       | 2                                   | 6                                   | 0                                   |                                                  |
| Avion de transport                  |                                     |                                            |                                     |                                     |                                     |                                                  |
| Antonov An-12                       | Union soviétique                    | Avion de transport                         | 2                                   | 2                                   | 0                                   |                                                  |
| Antonov An-26                       | Union soviétique                    | Avion de transport                         | 7                                   | 2                                   | 0                                   |                                                  |
| Iliouchine Il-76                    | Russie                              | Avion de transport                         | 5                                   | 2                                   | 0                                   |                                                  |
| CASA C-295                          | Espagne                             | Avion de transport                         | 4                                   | 4                                   | 0                                   |                                                  |
| Tupolev Tu-134                      | Union soviétique                    | Avion de transport                         |                                     | 1                                   | 0                                   |                                                  |
| Hélicoptère                         |                                     |                                            |                                     |                                     |                                     |                                                  |
| Mil Mi-6                            | Union soviétique                    | Hélicoptère de transport                   | 28                                  | 0                                   | 0                                   |                                                  |
| Mil Mi-8                            | Union soviétique                    | Hélicoptère de transport                   | 58                                  | 52                                  | 0                                   |                                                  |
| Mil Mi-24                           | Union soviétique                    | Hélicoptère d'attaque                      | 42                                  | 29                                  | 0                                   |                                                  |
| Mil Mi-35                           | Russie                              | Hélicoptère d'attaque                      | 0                                   | 12                                  | 0                                   | Mi-35M                                           |
| Mil Mi-26 Halo                      | Russie                              | Hélicoptère de transport lourd             | 1                                   | 1                                   | 0                                   |                                                  |
| Aérospatiale AS550/555 Fennec       | France - Union européenne           | Hélicoptère polyvalent                     | 0                                   | 8                                   | 0                                   | D'autres hélicoptères sont en cours de livraison |
| Aerospatiale AS532 Cougar           | France - Union européenne           | Hélicoptère de transport                   | 0                                   | 8                                   | 0                                   | D'autres hélicoptères sont en cours de livraison |
| Missiles                            |                                     |                                            |                                     |                                     |                                     |                                                  |
| R-60                                | Union soviétique - Russie           | Missile air-air à courte portée            | N/C                                 | N/C                                 | N/C                                 |                                                  |
| Vympel R-73                         | Union soviétique - Russie           | Missile air-air à courte portée            | N/C                                 | N/C                                 | N/C                                 |                                                  |
| Vympel R-27                         | Union soviétique - Russie           | Missile air-air à moyenne portée           | N/C                                 | N/C                                 | N/C                                 |                                                  |
| Kh-25                               | Union soviétique - Russie           | Missile air-sol                            | N/C                                 | N/C                                 | N/C                                 |                                                  |
| Kh-25MP                             | Union soviétique - Russie           | Missile anti-radar                         | N/C                                 | N/C                                 | N/C                                 |                                                  |
| Kh-28                               | Union soviétique - Russie           | Missile anti-radar                         | N/C                                 | N/C                                 | N/C                                 |                                                  |
| Kh-58                               | Union soviétique - Russie           | Missile anti-radar                         | N/C                                 | N/C                                 | N/C                                 |                                                  |